# Alan Loveday
Alan Loveday   (Palmerston North, 29 de febrer de 1928 - 12 d'abril de 2016) va ser un violinista neozelandès.
Fou un nen prodigi, es va convertir en líder de la Royal Philharmonic Orchestra, i solista i líder amb l'Academy of St Martin in the Fields. Va ser professor al Royal College of Music de Londres durant 17 anys des de 1955, on entre els seus alumnes tingué a Agustín León Ara. Loveday es va casar amb la pianista Ruth Stanfield el 1952, i van tenir dos fills, inclòs Ian Loveday.